# Torneio de Montreux de 1978
O Torneio de Montreux de 1978 foi a 47ª edição do Torneio de Montreux.

## Resultados
|   | Equipa      | Pts | J | V | E | D | GM | GS | DG  |
| - | ----------- | --- | - | - | - | - | -- | -- | --- |
| 1 | Alemanha    | 10  | 5 | 5 | 0 | 0 | 28 | 5  | 23  |
| 2 | Espanha     | 8   | 5 | 4 | 0 | 1 | 18 | 6  | 12  |
| 3 | Portugal    | 5   | 5 | 2 | 1 | 2 | 17 | 14 | 3   |
| 4 | Holanda     | 4   | 5 | 1 | 2 | 2 | 12 | 20 | -8  |
| 5 | Itália      | 3   | 5 | 1 | 1 | 3 | 20 | 22 | -2  |
| 6 | Montreux HC | 0   | 5 | 0 | 0 | 5 | 8  | 34 | -26 |

|             | Alemanha | Espanha | Portugal | Países Baixos | Itália | Suíça |
| ----------- | -------- | ------- | -------- | ------------- | ------ | ----- |
| Alemanha    |          |         |          |               |        |       |
| Espanha     | 3-0      |         |          |               |        |       |
| Portugal    | 1-0      | 0-4     |          |               |        |       |
| Holanda     | 5-7      | 3-4     | 1-6      |               |        |       |
| Itália      | 3-3      | 1-10    | 1-3      | 3-3           |        |       |
| Montreux HC | 2-7      | 1-7     | 0-8      | 2-8           | 1-4    |       |

## Classificação final
| Lugar | Seleção     |
| ----- | ----------- |
|       | Alemanha    |
|       | Espanha     |
|       | Portugal    |
| 4     | Holanda     |
| 5     | Itália      |
| 6     | Montreux HC |

| Torneio Montreux 1978 |
| --------------------- |
| Alemanha              |
| ALEMANHA 2.º          |